# Kivisili
Kivisili (griechisch Κιβισίλι, türkisch Civisil oder Cevizli) ist ein Ort im Bezirk Larnaka in Zypern. Bei der letzten amtlichen Volkszählung im Jahr 2021 hatte der Ort 266 Einwohner.

## Lage

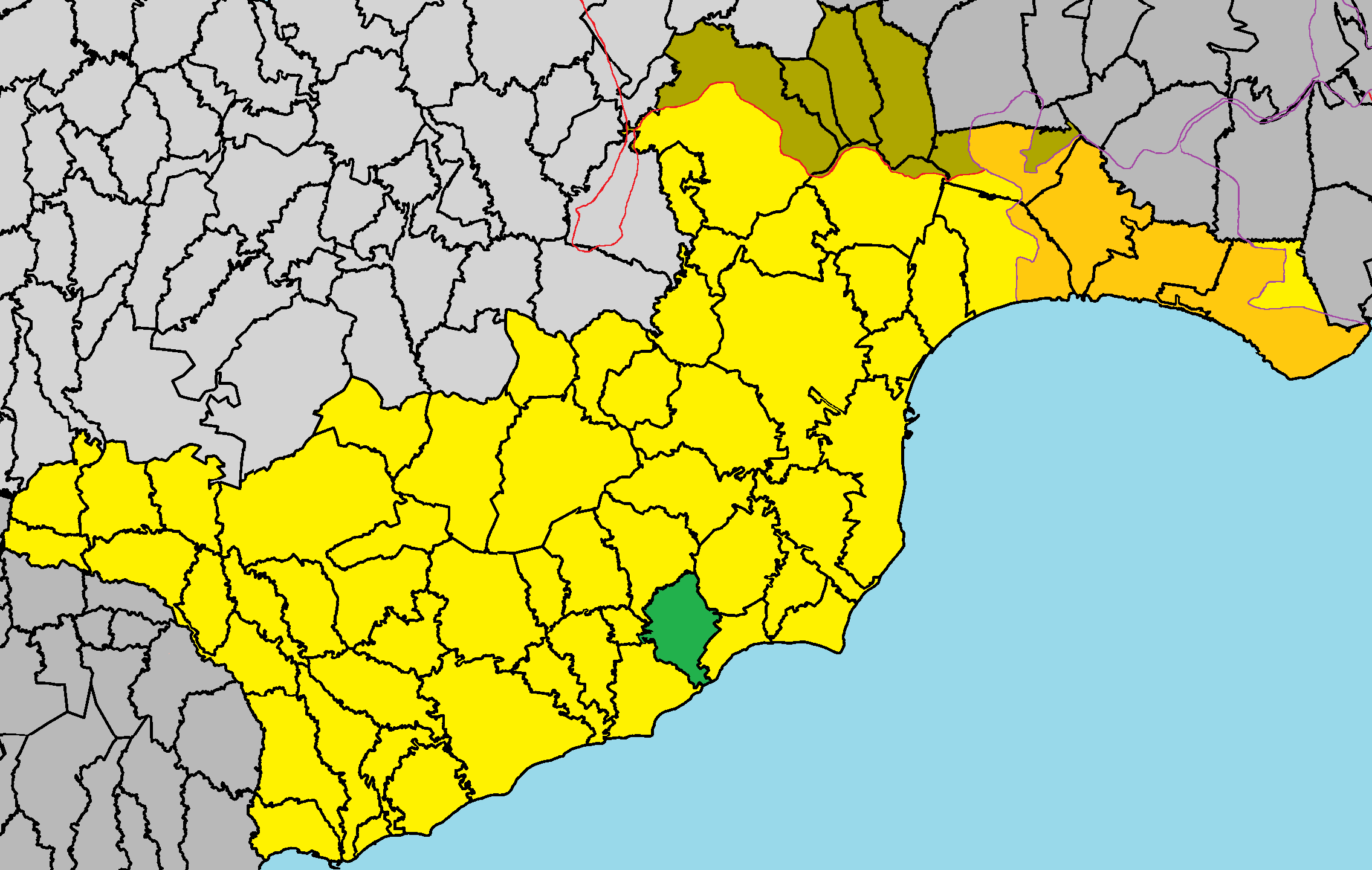
Lage der Gemeinde im Bezirk Larnaka

Kivisili liegt im Südosten der Insel Zypern auf 39 Metern Höhe, etwa 38 km südöstlich der Hauptstadt Nikosia, 12 km südwestlich von Larnaka und 44 km nordöstlich von Limassol.
Der Ort liegt etwa 4 km vom Mittelmeer entfernt im Küstenhinterland am Fluss Pouzis. Trotzdem beinhaltet das Gemeindegebiet einen kleinen Küstenabschnitt. Etwa 9 Kilometer nordöstlich liegt der Flughafen Larnaka, der wichtigste Flughafen der Insel. Einige Kilometer im Norden verlaufen die Autobahn 5 und die B5 von der A1 beziehungsweise B1 nach Larnaka.
Orte in der Umgebung sind Alethriko im Norden, Tersefanou und Kiti im Osten, Softades im Südosten, Mazotos im Südwesten, Anafotia und Aplanta im Westen sowie Anglisides im Nordwesten.

## Bevölkerungsentwicklung
Bis zur türkischen Besetzung Nordzyperns bestand die Bevölkerung fast ausschließlich aus Zyperntürken. Nach den Auseinandersetzungen wurden die meisten Bewohner nach Trikomo in Nordzypern umgesiedelt. Seitdem wird das Dorf von Zyperngriechen bewohnt, welche aus dem türkisch besetzten Nordteil hier angesiedelt wurden.
| Jahr                          | 1831 | 1891 | 1901 | 1911 | 1921 | 1931 | 1946 | 1960 | 1973 | 1976 | 1982 | 2001 | 2011  | 2021  |
| Einwohner                     | 76   | 139  | 113  | 125  | 128  | 121  | 205  | 231  | 336  | 10   | 231  | 231  | 233   | 266   |
| davon türkischstämmig         | 62   | 137  | 112  | 124  | 127  | 121  | 205  | 231  | 336  | 0    | 0    | 0    | k. A. | k. A. |
| Quelle: 1831–2001, 2011, 2021 |      |      |      |      |      |      |      |      |      |      |      |      |       |       |